# Myrmeleon (Myrmeleon) exitialis
Myrmeleon (Myrmeleon) exitialis is een insect uit de familie van de mierenleeuwen (Myrmeleontidae), die tot de orde netvleugeligen (Neuroptera) behoort. 
Myrmeleon (Myrmeleon) exitialis is voor het eerst wetenschappelijk beschreven door Walker in 1853.